# Strykersville, New York
Strykersville, New York (енгл. Strykersville) насељено је место без административног статуса у америчкој савезној држави Њујорк.

## Демографија
По попису из 2010. године број становника је 647.
| Група             | 2000.    | 2010.       |
| Белци             | 0 (0,0%) | 631 (97,5%) |
| Афроамериканци    | 0 (0,0%) | 1 (0,2%)    |
| Азијати           | 0 (0,0%) | 1 (0,2%)    |
| Хиспаноамериканци | 0 (0,0%) | 14 (2,2%)   |
| Укупно            | 0        | 647         |